# ستيف هاسلام
ستيف هاسلام (بالإنجليزية: Steve Haslam)‏ هو لاعب كرة قدم بريطاني، ولد في 6 سبتمبر 1979 في شفيلد في المملكة المتحدة. لعب مع شيفيلد وينزداي ونادي بوري ونادي نورثامبتون تاون ونادي هارتلبول يونايتد ونادي هاليفاكس تاون.

## وصلات خارجية
- ستيف هاسلام على موقع قاعدة بيانات كرة القدم.إي يو (الإنجليزية)
- ستيف هاسلام على موقع Soccerbase.com (لاعب) (الإنجليزية)
- ستيف هاسلام على موقع عالم كرة القدم.نت (الإنجليزية)